# .nz
.nz is het achtervoegsel van domeinnamen in Nieuw-Zeeland. .nz-domeinnamen worden uitgegeven door registrar Domain Name Commissioner, dat verantwoordelijk is voor het top level domain 'nz'.

## Second-level-domeinen
Net als in veel andere Engelstalige landen worden er een aantal second-level-domeinen gehanteerd die de gebruiker identificeren als bedrijf, niet-commerciële organisatie, overheidsorgaan of andere classificatie.
In tegenstelling tot veel andere Engelstalige landen gebruikt Nieuw-Zeeland govt in plaats van gov voor overheidsorganen, vandaar govt.nz. Er zijn ook second-level-domeinen die uniek zijn voor Nieuw-Zeeland, zoals iwi.nz met iwi voor traditionele Maori-groepen.
De volgende second-level-domeinen zijn in gebruik met hun officiële omschrijving.

### Niet-gemodereerd
- .ac.nz — Tertiaire onderwijsinstellingen en verwante organisaties
- .co.nz — Organisaties met commerciële doelstellingen en doeleinden
- .geek.nz — Voor mensen met concentratie, technisch geschoold zijn en fantasierijk die in het algemeen bedreven zijn met computers
- .gen.nz — Particulieren en andere organisaties die niet elders onder passen
- .maori.nz — Maori mensen, groepen en organisaties
- .net.nz — Organisaties en dienstverleners rechtstreeks verband houden met NZ Internet
- .org.nz — Niet-commerciële organisaties
- .school.nz — Primaire, secundaire en pre-scholen en aanverwante organisaties

### Gemodereerd
- .cri.nz — Crown Research Institutes.
- .govt.nz — Nationale, regionale en lokale overheidsorganisaties die werkzaam zijn met wettelijke bevoegdheden. Registratie is alleen mogelijk via de overheidsregistrar DNS.govt.nz en er bestaat een regeringportaal op www.govt.nz.
- .iwi.nz — Een traditionele Maori-stam, HAPU of Taurahere groep. Beschikbaar via register.iwi.nz.
- .parliament.nz - Gereserveerd voor de parlementaire organen, bureaus van het Parlement en de parlementaire politieke partijen en hun verkozenen.
- .mil.nz — De militaire organisatie van de NZ-regering: het Nieuw-Zeelandse leger.
- .health.nz - Gezondheidsorganisaties.